# 붉은꼬리말똥가리
붉은꼬리말똥가리(학명: Buteo jamaicensis 부테오 야마이켄시스[*])는 수리과 말똥가리속에 딸린 수리매의 일종이다. 알래스카에서 서인도제도에 이르기까지 북미 전역에 서식한다.
1. ↑  BirdLife International (2016). “Buteo jamaicensis”. 《IUCN 적색 목록》 (IUCN) 2016: e.T22695933A93534834. doi:10.2305/IUCN.UK.2016-3.RLTS.T22695933A93534834.en. 2022년 2월 19일에 확인함.